# Échavanne
Échavanne är en kommun i departementet Haute-Saône i regionen Bourgogne-Franche-Comté i östra Frankrike. Kommunen ligger i kantonen Champagney som tillhör arrondissementet Lure. År 2022 hade Échavanne 200 invånare.

## Befolkningsutveckling
Antalet invånare i kommunen Échavanne
| Referens: INSEE |